# 雅罗斯拉夫·伊贾斯拉维奇

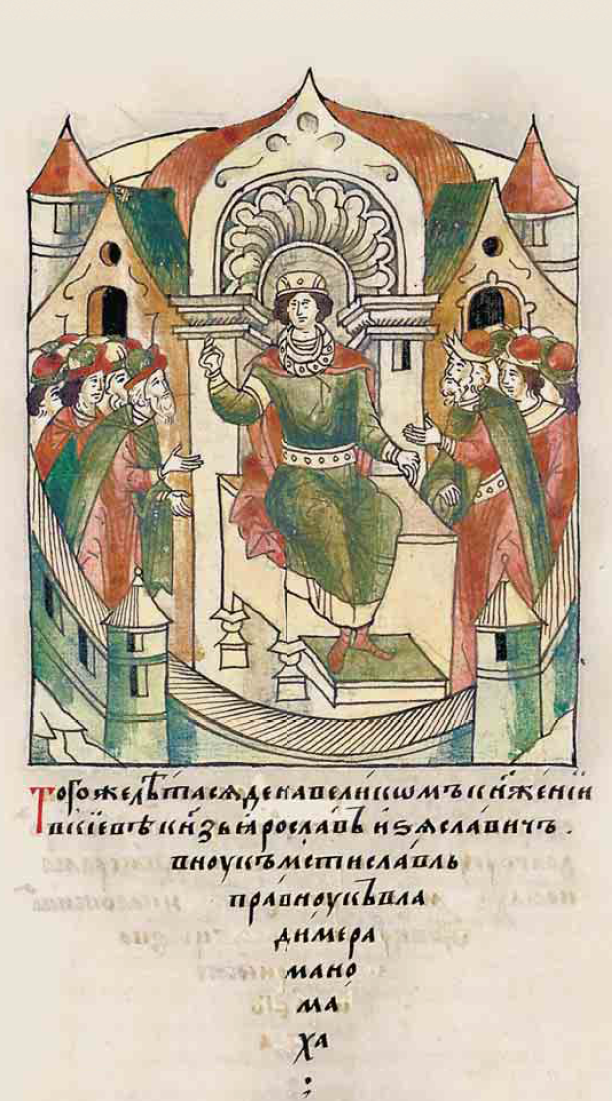
雅罗斯拉夫·伊贾斯拉维奇画像

雅罗斯拉夫·伊贾斯拉维奇 Яросла́в Изясла́вич（?—1175年），古罗斯王公，图罗夫王公（1146年），诺夫哥罗德王公（1148年－1153年），卢茨克王公（1157年－1180年），基辅大公（1174年及1175年）。
雅罗斯拉夫·伊贾斯拉维奇为基辅大公伊贾斯拉夫二世·姆斯季斯拉维奇之子。他先是被父亲安置到图罗夫领地，后来又调换到诺夫哥罗德。1153年，诺夫哥罗德人发动起义赶走了雅罗斯拉夫·伊贾斯拉维奇。从1157年起，雅罗斯拉夫·伊贾斯拉维奇是卢茨克的王公。
在12世纪中叶争夺基辅大公公位的内战中，雅罗斯拉夫·伊贾斯拉维奇最初支持弗拉基米尔王公安德烈·博戈柳布斯基反对斯摩棱斯克王公家族。但是后来他突然转换了立场，在留里克·罗斯季斯拉维奇（斯摩棱斯克公爵罗斯季斯拉夫·姆斯季斯拉维奇之子）的帮助下于1174年攻占了基辅。为了报复，安德烈·博戈柳布斯基怂恿切尔尼戈夫王公斯维亚托斯拉夫·弗谢沃洛多维奇进攻基辅。斯维亚托斯拉夫打败了雅罗斯拉夫·伊贾斯拉维奇，并且把他的家人全都抓到切尔尼戈夫去；雅罗斯拉夫·伊贾斯拉维奇本人逃回了卢茨克。
1175年斯维亚托斯拉夫·弗谢沃洛多维奇准备与诺夫哥罗德-谢韦尔斯基王公奧列格·斯維亞托斯拉維奇开战，遂匆匆与雅罗斯拉夫·伊贾斯拉维奇和解，并把基辅还给了他。结果雅罗斯拉夫·伊贾斯拉维奇为了报复基辅市民没有保护他的妻子和孩子，纵兵劫掠了这座城市。
在安德烈·博戈柳布斯基的死讯传来之后，雅罗斯拉夫·伊贾斯拉维奇鉴于基辅人对他的敌意和罗斯季斯拉维奇家族的虎视眈眈，主动将大公称号让给了罗曼·罗斯季斯拉维奇（罗斯季斯拉夫·姆斯季斯拉维奇的另一个儿子），自己回到了卢茨克，后来死于该地。